# Kostel svaté Kateřiny (Vysoké nad Jizerou)
Farní kostel svaté Kateřiny Alexandrijské je barokní sakrální stavbou ležící ve středu obce Vysoké nad Jizerou. Od roku 1964 je kostel chráněn jako kulturní památka.

## Historie

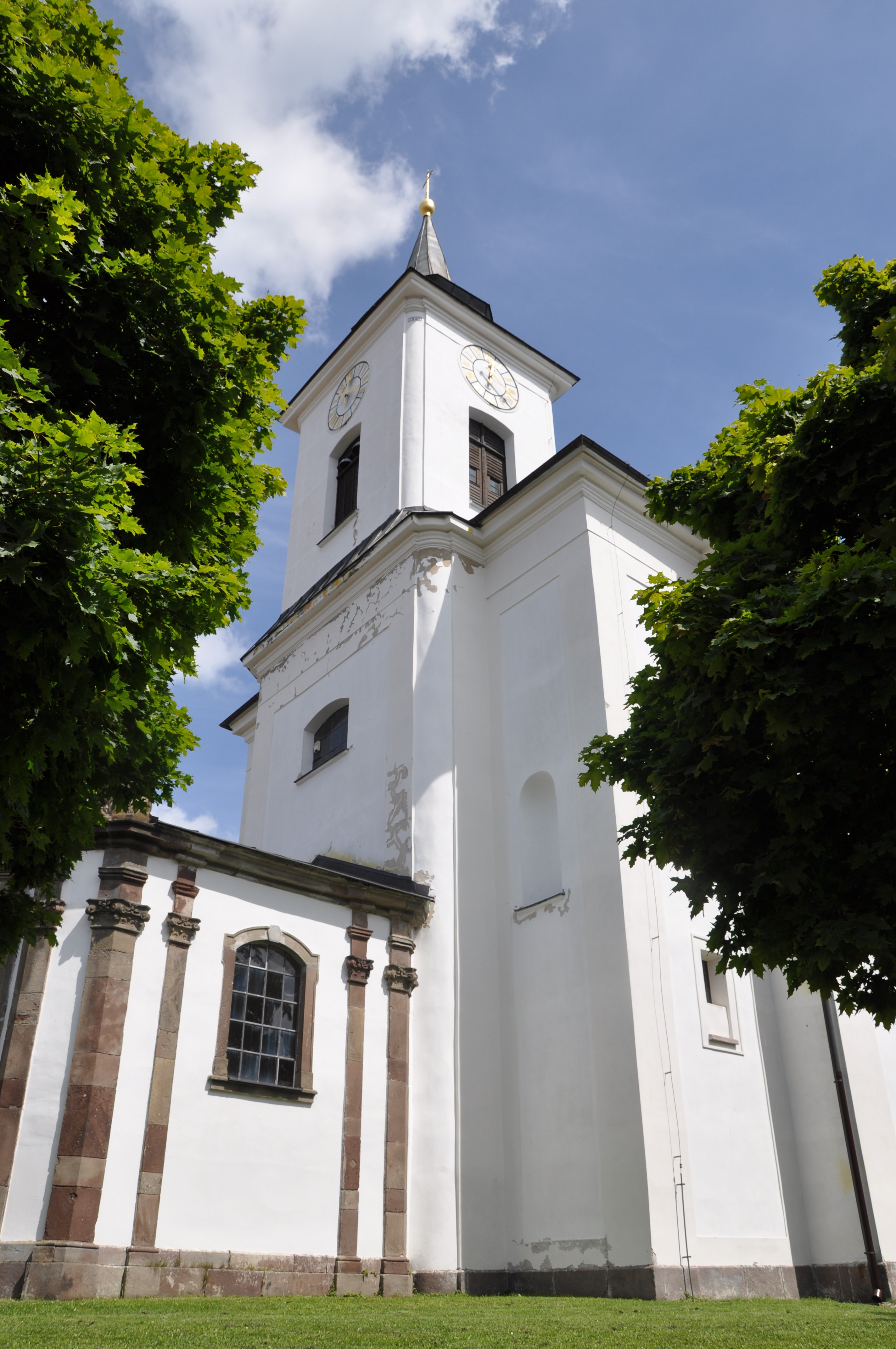
Předsíň kostela z boku

Ve Vysokém nad Jizerou, které bylo již před 4. srpnem 1354 městem, vznikl nejpozději v první polovině 14. století původní dřevěný kostel určený pro vysockou farnost. Podle kroniky 4. srpna 1354 nahradil kněz Petr svého zesnulého předchůdce kněze Franca v místě in alta ciuitate, tedy ve městě Vysoká. Patronátní právo nad kostelem měli postupně majitelé zboží nístějského, panství návarovského a panství semilského. Dřevěný kostelík byl před svým stržením nahrazen v letech 1725–1734 za faráře Pavla Petra Kramáře novým kamenným kostelem. V roce 1817 k němu byla přistavěna předsíň.
Večer 29. července 1834 došlo k zhoubnému požáru města. Při něm chytla kostelní věž a oheň roztavil zvony z let 1586 a 1673, zničil hodiny z roku 1764 a šířil se dále na postranní kruchty, na čtyři postranní oltáře a hlavní oltář s obrazem sv. Kateřiny z roku 1817. Z období před požárem se zachovala křtitelnice, spodní část kazatelny z roku 1758, oltář sv. Barbory, gotická madona a sochy z oltářů sv. Jana a sv. Anny. Kostel byl po požáru postupně obnoven a později vícekrát opravován a upravován do dnešní podoby. V roce 1862 byla předsíň doplněna sochou sv. Václava z šedesátých let 18. století a na přelomu 19. a 20. století litinovým erbem knížat Rohanů. Poslední oprava vnějšího pláště kostela proběhla v roce 2002 zásluhou Nadace Českému ráji Ing. Bohuslava Jana Horáčka.

## Architektura

### Exteriér
Kostel je jednolodní, s pravoúhle zakončeným presbytářem, se zkosenými nárožími. Po severní straně se nachází sakristie. Nad západním průčelím je hranolová věž. Průčelí je představená čtvercová předsíň. V patře nad sakristií se nachází oratoř. Předsíň je členěna tesanými kamennými pilastry, které jsou postavené na koso a zalomené na nárožích. Završena je reliéfně zdobenou atikou s vázami. Uprostřed se nachází socha sv. Kateřiny. Boční fasády jsou členěny pilastry.

### Interiér
Presbytář, podvěží a předsíň kostela mají v klenbě placku. Loď je sklenuta valenou klenbou s výsečemi. Po stranách jsou mělké boční kaple. Nad nimi jsou empory. V západní části lodi se nachází kruchta. Sakristie je sklenuta plackou se štukovým zrcadlem. Oratoř má plochý strop.

### Vybavení
Zařízení kostela je slohově jednotné. Jedná se o zařízení umělecky hodnotné, rokokové s klasicistními rysy. Na hlavním oltáři je obraz sv. Kateřiny od Viléma Kandlera z roku 1841. Dva protějškové boční oltáře sv. Barbory a s Pietou pocházejí ze sochařské dílny Jílemnického mistra. Na bočním oltáři Panny Marie při triumfálním oblouku je socha Madony pocházející z 3. čtvrtiny 14. století. V lodi jsou další dva boční oltáře. Jsou zasvěcené sv. Anně a sv. Janu Nepomuckého. Obrazy na nich jsou průměrnými dobovými díly. Kazatelna nese figurální reliéfy a sošky andílků. Křtitelnice je mramorová z roku 1701. Vybavená je pozoruhodnou skupinou postav zobrazujících Kristův křest pocházející od Jílemnického mistra. Reliéf sv. Kateřiny nacházející se v presbytáři pochází od Emanuela Maxe z roku 1841. V předsíni je socha Panny Marie z roku 1759, která byla původně umístěna na mariánském sloupu.

## Zvony
Do první světové války se ve věži vysockého kostela nacházely tři zvony.
- Největší zvon Hrubák vážil 900 kg a pocházel z roku 1834. Horní a dolní byl zdobně lemován a na jedné straně se nacházel nápis: „Po wyhořenj města Wysokého a chrámu dne 29. srpna 1834 přelit gest zwon tento z milosti neyosw. knížete Carla z Rohanů.“
- Prostřední zvon Poledník vážil 400 kg a zdobil ho reliéf sv. Kateřiny.
- Malý zvon Klekáník vážil 200 kg.

Tyto zvony byly na podzim roku 1916 sňaty a zabaveny vojskem rakouské monarchie. Mohly však být zachovány, byly totiž historicky cenné a nepodléhaly tak odvodu. Stalo se tak snad nevědomostí tehdejšího duchovního správce.
Nové zvony byly do věže kostela zavěšeny v roce 1925. Ty byly zabaveny v době druhé světové války v roce 1942. Tragické na osudech těchto zvonů je, že také mohly být zachovány. Byly skladovány v Hamburku v americké zóně a po válce se bez potíží mohly odvézt zpět domů. Město Vysoké nad Jizerou této možnosti z nepochopitelné lhostejnosti nevyužilo.
Současné zvony, které visí ve věži kostela, pocházejí z roku 1971. Jsou ocelové a byly odlity v Třineckých železárnách ing. Františkem Walarusem zdarma, jen za náhradu materiálu.
- Největší zvon Svatá Kateřina váží 800 kg.
- Střední zvon Svatý Václav váží 480 kg a nese nápis „Sv. Václav 1971“.
- Nejmenší zvon Blahoslavená Zdislava váží 350 kg a nese nápis „Blahoslavená Zdislava“.

## Okolí kostela
Před kostelem je socha sv. Barbory, která pochází ze druhé poloviny 18. století. Při cestě do Tříče stojí, na podstavci zdobeném reliéfy, socha Panny Marie z roku 1757. Při cestě k Tříči stojí, na podstavci zdobeném reliéfy, sv. Jan Nepomucký z roku 1762. Při ceště do Sklenařic stojí socha sv. Josefa z roku 1764 od Jílemnického mistra, jímž byl zřejmě Jan Chládek. Socha stojí na podstavci zdobeném reliéfy. Při cestě do Staré Vsi se nachází mariánský sloup z roku 1777. Při silnici k Tříči je socha sv. Barbory ze 2. poloviny 18. století. Na Šibeničním vrchu je socha sv. Magdalény ze druhé poloviny 18. století. U Vysoké boudy je socha sv. Antonína pocházející z konce 18. století. V aleji před hřbitovem se nachází sv. Antonín a sv. Florián, kteří pocházejí z konce 18. století. Boží muka nacházející se při silnici do Sklenařic pocházejí z roku 1822. Náhrobek z roku 1909 rodiny Kramářovy na hřbitově je vybaven bronzovou plastikou znázorňující Smutek od V. E. Šaffa.